# Anders Kaagh
Anders Kaagh (Grenå, 18 luglio 1986) è un ex calciatore danese, di ruolo attaccante.

## Carriera

### Club

#### Aarhus e Viborg
Kaagh ha cominciato la carriera professionistica con la maglia dell'Aarhus. Ha debuttato in Superligaen in data 9 maggio 2004, subentrando a Morten Petersen nella vittoria per 4-1 sull'Esbjerg. Il 13 maggio successivo ha segnato la prima rete nella massima divisione locale, nella sconfitta per 5-2 maturata sul campo del Midtjylland.
In vista della Superligaen 2004-2005, è stato ceduto in prestito al Viborg. Ha esordito con questa casacca il 25 luglio 2004, sostituendo Klaus Kærgård nel pareggio per 0-0 in casa dell'Herfølge. Ha totalizzato 4 presenze in stagione, per fare poi ritorno all'Aarhus per fine prestito.
Nella stagione seguente, Kaagh è stato schierato in campo in 10 partite di campionato, in cui ha messo a referto 2 reti.

#### Mandalskameratene
Nel 2007, Kaagh si è trasferito ai norvegesi del Mandalskameratene, militanti in 1. divisjon. Ha disputato la prima partita in squadra in data 9 aprile, schierato titolare nella vittoria per 2-0 sul Kongsvinger. Il 15 aprile ha realizzato la prima ed unica rete in squadra, nella sconfitta per 8-1 arrivata sul campo del Bodø/Glimt. Kaagh ha totalizzato 13 presenze in campionato, per poi lasciare il Mandalskameratene nel mese di luglio, con il suo allenatore Leif Gunnar Smerud che si è detto non soddisfatto delle prestazioni del danese.

#### Il Þróttur e le serie minori danesi
Dopo aver lasciato la Norvegia ed il Mandalskameratene, Kaagh è stato ingaggiato dagli islandesi del Þróttur, militanti in 1. deild karla, secondo livello del campionato locale. Chiusa anche questa esperienza, è tornato in patria per giocare nelle file del Grenaa, che a partire dall'annata seguente ha adottato Djursland come nuova denominazione. Nel 2010 si è trasferito allo Stenløse. A gennaio 2011 è stato ingaggiato dall'Herlev. Nel 2011, è stato nominato miglior calciatore della 2. Division, per quanto riguarda il girone Øst.

#### HB Køge e Vejle
L'11 luglio 2012, l'HB Køge ha ingaggiato Kaagh. Ha debuttato in squadra il 29 luglio successivo, trovando anche la rete nel pareggio interno per 1-1 contro il Vejle-Kolding. In due stagioni in squadra, Kaagh ha totalizzato 55 presenze e 18 reti in campionato.
Nell'estate 2014, Kaagh è stato ingaggiato dal Vejle, compagine militante sempre in 1. Division. Ha disputato il primo incontro in squadra in data 26 luglio, subentrando a Jonas Rasmussen nella vittoria interna per 2-1 sul Brønshøj. Il 26 settembre ha segnato invece la prima rete, nella sconfitta casalinga per 1-2 contro lo Skive. Ha lasciato la squadra dopo il campionato 2015-2016.

#### Fremad Amager
Il 10 luglio 2016, il Fremad Amager ha ufficializzato sul proprio sito internet l'ingaggio di Kaagh. Ha debuttato con questa maglia il 28 agosto, subentrando ad Andreas Granskov nel successo interno per 5-0 sullo Skive. Il 25 settembre ha trovato la prima marcatura, con cui ha sancito il successo esterno per 0-1 sul campo del Næstved.

### Nazionale
Kaagh ha giocato per la Danimarca under 19. Ha esordito il 31 agosto 2004, subentrando a Frederik Lassen nella vittoria per 2-0 sull'Irlanda del Nord. Ha totalizzato 5 presenze, senza realizzare alcuna rete.

## Statistiche

### Presenze e reti nei club
Statistiche aggiornate all'11 ottobre 2016.
| Stagione       | Club              | Campionato     | Campionato | Campionato | Coppe nazionali | Coppe nazionali | Coppe nazionali | Coppe continentali | Coppe continentali | Coppe continentali | Supercoppe | Supercoppe | Supercoppe | Totale | Totale |
| Stagione       | Club              | Comp           | Pres       | Reti       | Comp            | Pres            | Reti            | Comp               | Pres               | Reti               | Comp       | Pres       | Reti       | Pres   | Reti   |
| -------------- | ----------------- | -------------- | ---------- | ---------- | --------------- | --------------- | --------------- | ------------------ | ------------------ | ------------------ | ---------- | ---------- | ---------- | ------ | ------ |
| 2003-2004      | Aarhus            | SL             | 4          | 1          | CD              | ?               | ?               | -                  | -                  | -                  | -          | -          | -          | 4+     | 1+     |
| 2004-2005      | Viborg            | SL             | 4          | 0          | CD              | ?               | ?               | -                  | -                  | -                  | -          | -          | -          | 4+     | 0+     |
| 2005-2006      | Aarhus            | SL             | 10         | 0          | CD              | ?               | ?               | -                  | -                  | -                  | -          | -          | -          | 10+    | 0+     |
| Totale Aarhus  | Totale Aarhus     | Totale Aarhus  | 14         | 1          |                 | ?               | ?               |                    | -                  | -                  |            | -          | -          | 14+    | 1+     |
| gen.-lug. 2007 | Mandalskameratene | 1D             | 13         | 1          | CN              | ?               | ?               | -                  | -                  | -                  | -          | -          | -          | 13+    | 1+     |
| lug.-dic. 2007 | Þróttur           | 1D             | ?          | ?          | CI+CdL          | ?               | ?               | -                  | -                  | -                  | -          | -          | -          | ?      | ?      |
| ago.-dic. 2010 | Stenløse          | 2D             | ?          | ?          | CD              | ?               | ?               | -                  | -                  | -                  | -          | -          | -          | ?      | ?      |
| gen.-giu. 2011 | Herlev            | 2D             | ?          | ?          | CD              | -               | -               | -                  | -                  | -                  | -          | -          | -          | ?      | ?      |
| 2011-2012      | Herlev            | 2D             | ?          | ?          | CD              | ?               | ?               | -                  | -                  | -                  | -          | -          | -          | ?      | ?      |
| Totale Herlev  | Totale Herlev     | Totale Herlev  | ?          | ?          |                 | ?               | ?               |                    | -                  | -                  |            | -          | -          | ?      | ?      |
| 2012-2013      | HB Køge           | 1D             | 28         | 10         | CD              | 1+              | 1+              | -                  | -                  | -                  | -          | -          | -          | 29+    | 11+    |
| 2013-2014      | HB Køge           | 1D             | 27         | 8          | CD              | 1               | 0               | -                  | -                  | -                  | -          | -          | -          | 28     | 8      |
| Totale HB Køge | Totale HB Køge    | Totale HB Køge | 55         | 18         |                 | 2+              | 1+              |                    | -                  | -                  |            | -          | -          | 57+    | 19+    |
| 2014-2015      | Vejle             | 1D             | 16         | 1          | CD              | ?               | ?               | -                  | -                  | -                  | -          | -          | -          | 16+    | 1+     |
| 2015-2016      | Vejle             | 1D             | 22         | 5          | CD              | 0               | 0               | -                  | -                  | -                  | -          | -          | -          | 22     | 5      |
| Totale Vejle   | Totale Vejle      | Totale Vejle   | 38         | 6          |                 | ?               | ?               |                    | -                  | -                  |            | -          | -          | 38+    | 6+     |
| 2016-2017      | Fremad Amager     | 1D             | 6          | 1          | CD              | 1               | 1               | -                  | -                  | -                  | -          | -          | -          | 7      | 2      |
| Totale         | Totale            | Totale         | 26         | 6          |                 | 4               | 1               |                    | 7                  | 0                  |            | -          | -          | 37     | 7      |